# Bliestorf
Bliestorf település Németországban, Schleswig-Holstein tartományban. Lakosainak száma 649 fő (2023. december 31.).

## Népesség
A település népességének változása:
| Lakosok száma | 565  | 639  | 642  | 651  | 655  | 658  | 649  |
|               | 1975 | 2014 | 2017 | 2019 | 2021 | 2022 | 2023 |